# Odontologia veterinária

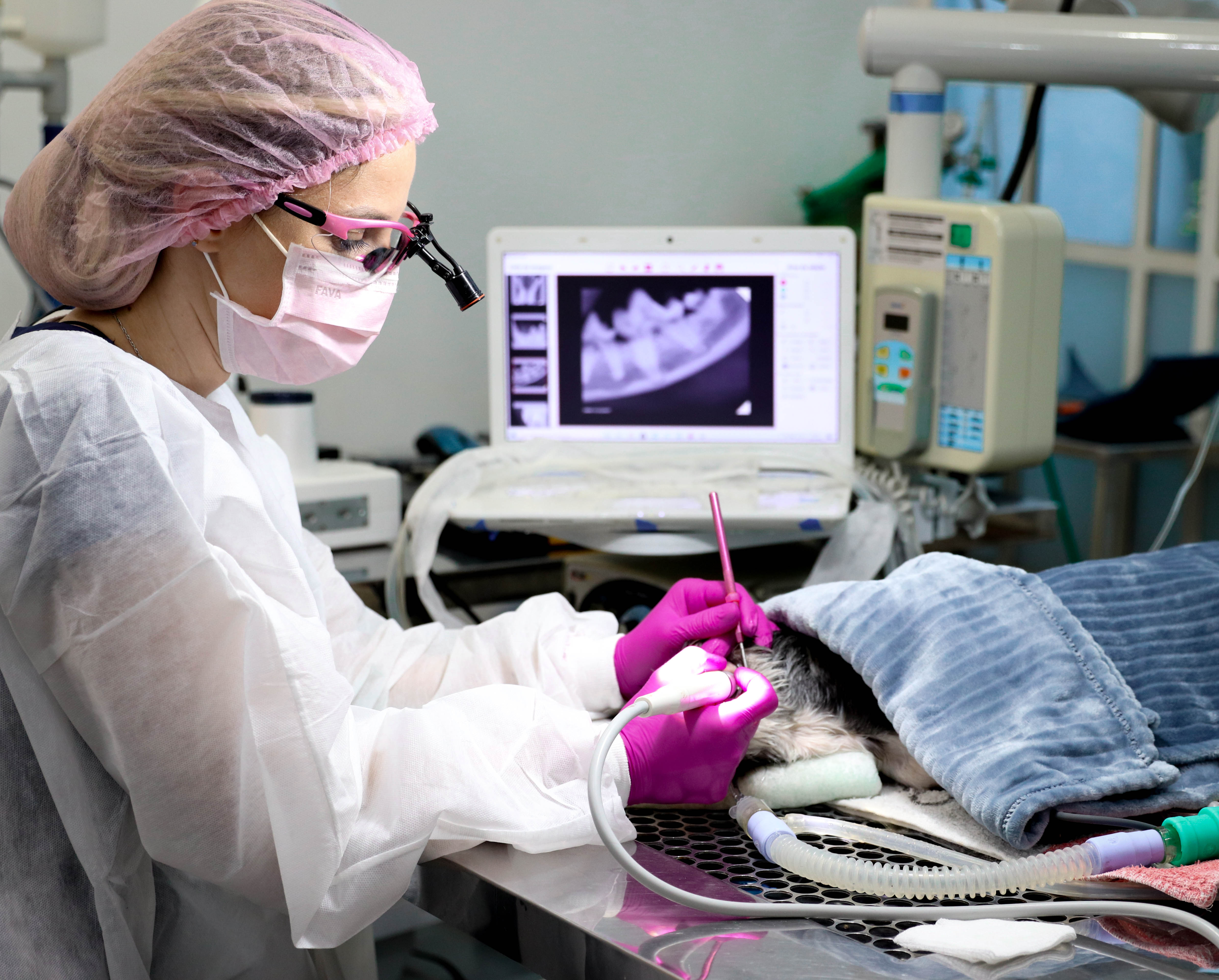
Médica veterinária em atendimento odontológico a um paciente canino. Importância da paramentação adequada, equipamentos odontológicos e radiografia intra-oral.

Odontologia veterinária, ou odontoveterinária, é a área da medicina veterinária que estuda a anatomia, fisiologia, patologia e terapia para as afecções da cavidade oral dos animais. Assim como a odontologia humana, é de suma importância o estudo dos materiais dentários, além das técnicas operatórias em odontologia veterinária. Também tem suas subdivisões, como a periodontia, endodontia, ortodontia, dentística, etc. No Brasil, a atuação nesta área é restrita do profissional em medicina veterinária, segundo a Lei Federal 5.517.

## História da odontologia veterinária
Os procedimentos dentários tem sido realizado em animais, particularmente cavalos, desde as épocas mais remotas da história da humanidade. Na ausência de anestesia e entendimento de fisiologia ou patologia, muitos tratamentos eram, às vezes, desnecessários, inapropriados ou realizados de forma brutal. Esta área da medicina veterinária apresentou sua evolução nas últimas décadas. Nos anos 70 foram criadas as primeiras entidades asociações desta especialidade como a AVDS (American Veterinary Dental Society), nos anos 80 o AVDC (American Veterinary Dental College) para certificação dos profissionais com título de especialista, nos anos 90 o EVDC (European Veterinary Dental College) para certificação do título europeu. No final dos anos 80, no Brasil, a Universidade de São Paulo (USP) através da Faculdade de Medicina Veterinária e Zootecnica (FMVZ) deu início às pesquisas em odontologia veterinária através dos trabalhos do Prof. Marco Antonio Gioso.

## Áreas da odontologia veterinária
A odontologia veterinária, assim como a odontologia humana, possui as suas divisões nos mesmos moldes: 
- Periodontia: responsável pela manutenção dos tecidos de suporte e proteção dos dentes.
- Endodontia: assim como em humanos, os dentes em animais também possui a mesma estrutura, constituída de esmalte, dentina e polpa. Devido a essa estrutura ser a mesma, também é necessário e possível a realização de tratamentos de canal.
- Ortodontia: dentes mal posicionados e intrusivos podem prejudicar a saúde geral do animal, e por esse motivo, procedimentos ortodônticos também podem ser realizados para garantir uma dentição funcional.
- Cirurgia bucomaxilofacial: realização de cirurgias para a manutenção de traumas maxilares e mandibulares.
- Implantodontia: instalação de implantes especiais para a adição de coroas dentárias em animais.
- Dentística restauradora: uso de materiais restauradores, como a resina, para permitir a alimentação normal em animais com fraturas dentárias.
- Materiais dentários

Apesar das divisões serem as mesmas da odontologia humana, há muitas diferenças no que diz respeito à: anatomia, fisiologia, patologia, terapêutica e técnica operatória. Por isso, é recomendado que as operações em animais sejam realizadas apenas por profissionais formados e qualificados na divisão em questão.

## A especialidade
Atualmente, no Brasil, não há a titulação de "especialista" em odontologia veterinária. Porém, segundo a resolução nº 935, de 10 de dezembro de 2009, que Dispõe sobre a Acreditação e Registro de Título de Especialista em áreas da Medicina Veterinária e da Zootecnia, no âmbito do Sistema CFMV/CRMVs, há uma possibilidade de obtenção deste título. Esta resolução sugere a conclusão de curso de pós-graduação lato sensu e stricto sensu.
Independente da titulação, profissionais podem oferecer tratamentos para doenças orais aos seus pacientes, tendo conhecimento das principais afecções em cavidade oral de animais (pequeno ou grande porte), técnica operatória e conhecimento em materiais dentários, buscando sempre o bem estar e qualidade de vida animal. Porém, profissionais que não cursaram cursos de pós-graduação (aperfeiçoamento, especialização, mestrado, doutorado, etc) não devem afirmar que realizam "atendimento especializado" em odontologia veterinária.
Além disso, é importante que um profissional que afirme realizar "atendimento especializado" possua equipamento completo, como preconizado pela literatura: equipo odontológico, conjunto de canetas de alta e baixa rotação, ultrassom odontológico, equipamento de radiografia intra-oral, sistema de revelação (manual ou digital), além de trabalhar, exclusivamente, com anestesia geral (inalatória ou TIVA) devidamente monitorizada e, de preferência, realizada por um profissional especializado em anestesiologia veterinária.
Profissionais em medicina veterinária podem obter título de "especializado" após concluir pós-graduação em Odontologia Veterinária lato sensu (350 horas / aprovado pelo MEC). O médico veterinário pode também acrescentar seus conhecimentos acadêmicos através de curso de pós-graduação stricto sensu em ambiente acadêmico (aprovado pelo MEC), recebendo a titulação de Mestre / Doutor, após ter defendido uma dissertação / tese frente à uma banca de professores doutores, tendo concluído pesquisa científica em odontologia veterinária. Porém, a titulação é referente à grandes áreas (ciências / clínica médica e cirúrgica) e não especificamente em Odontologia Veterinária.

No Brasil, foi criado em 2002 a Associação Brasileira de Odontologia Veterinária - ABOV - que configura uma entidade de classe, cuja finalidade é promover o crescimento desta área, através de cursos e congressos (estaduais ou nacionais).